# Émile Duport
Pour les articles homonymes, voir Duport.
Émile Duport, né le 9 juillet 1980 à Villefranche-sur-Saône, est un militant anti-avortement et directeur de communication français.

## Biographie

### Carrière professionnelle
Issu d'une famille de huit enfants, Émile Duport est le fils d'une mère professeur de lettres et d'un père marchand de vin. Jeune adulte, il passe par le Foyer de charité de Saint-Bonnet, à Châteauneuf-de-Galaure, puis par l'Idrac de Lyon, dont il suit le cycle préparatoire intégré. Il intègre ensuite Warner Music France, où il devient producteur et enregistre deux albums avec son groupe de rock-catho « Elles et ils sonnent », dont il est le leader, puis un album solo. Après cette expérience, il quitte la société de production et rejoint une agence de communication. 

#### Newsoul
Au début de l'année 2016, il crée sa propre agence de communication nommée Newsoul. Elle s'adresse notamment aux « structures d'intérêt général ou d'influence », et où il a une activité de graphiste. Il se concentre au fur et à mesure de plus en plus sur les marques engagées et les organisations caritatives[réf. souhaitée]. 
Sa société s'occupe de la communication du vidéaste controversé Thierry Casasnovas,.

#### Progressif Media
En septembre 2022, il est designé directeur général de Progressif Media, une entreprise de communication fondée en 2011 par David Bonhomme et son associé Thomas Ghys, et impliquée dans de nombreux projets d'extrême-droite. Selon Libération, le rôle de cette société — dont le groupe Vivendi avait racheté 8,5 % du capital à la fondation chrétienne évangélique ZeWatchers, qui en détenait 30 % —, est de « concevoir et mettre en œuvre des campagnes d’influence alignées sur la vision réactionnaire » de Vincent Bolloré.

### Militantisme